# Quinter (Kansas)
Quinter é uma cidade localizada no estado americano de Kansas, no Condado de Gove.

## Demografia
Segundo o censo americano de 2000, a sua população era de 961 habitantes.
Em 2006, foi estimada uma população de 833, um decréscimo de 128 (-13.3%).

## Geografia
De acordo com o United States Census Bureau tem uma área de
2,5 km², dos quais 2,5 km² cobertos por terra e 0,0 km² cobertos por água.

## Localidades na vizinhança
O diagrama seguinte representa as localidades num raio de 32 km ao redor de Quinter.